# 小田原東テレビ中継局
小田原東テレビ中継局（おだわらひがしテレビちゅうけいきょく）は、神奈川県小田原市に開局したデジタルテレビ中継局。

## 概要
- 現在、小田原市東部では、小田原中継局か平塚中継局などを受信しているが、両中継局からの混信による受信環境改善の為、2012年3月26日に開局した。

## 送信施設概要
| リモコン キーID | 放送局名             | 物理チャンネル | 空中線 電力 | ERP | 放送 対象地域                                      | 放送区域 内世帯数 | 偏波面   | 開局日        |
| --------------- | -------------------- | -------------- | ----------- | --- | -------------------------------------------------- | ----------------- | -------- | ------------- |
| 1               | NHK 東京総合         | 30ch           | 3W          | 52W | 関東広域圏 （茨城県、栃木県及び 群馬県を含まない） | 9万155世帯        | 水平偏波 | 2012年3月26日 |
| 2               | NHK 東京教育         | 34ch           | 3W          | 51W | 全国放送                                           | 9万155世帯        | 水平偏波 | 2012年3月26日 |
| 3               | tvk テレビ神奈川     | 31ch           | 3W          | 53W | 神奈川県                                           | 9万155世帯        | 水平偏波 | 2012年3月26日 |
| 4               | NTV 日本テレビ放送網 | 52ch           | 3W          | 50W | 関東広域圏                                         | 9万155世帯        | 水平偏波 | 2012年3月26日 |
| 5               | EX テレビ朝日        | 47ch           | 3W          | 50W | 関東広域圏                                         | 9万155世帯        | 水平偏波 | 2012年3月26日 |
| 6               | TBSテレビ            | 46ch           | 3W          | 50W | 関東広域圏                                         | 9万155世帯        | 水平偏波 | 2012年3月26日 |
| 7               | TX テレビ東京        | 49ch           | 3W          | 50W | 関東広域圏                                         | 9万155世帯        | 水平偏波 | 2012年3月26日 |
| 8               | CX フジテレビジョン  | 37ch           | 3W          | 50W | 関東広域圏                                         | 9万155世帯        | 水平偏波 | 2012年3月26日 |

- 当テレビ中継局は、箱根強羅テレビ中継局に次いで、神奈川県内では5番目の、テレビの完全デジタル化後としては、県内最初のデジタル単独中継局となった。
- 民放の物理チャンネルは、2011年7月24日まで、周辺地域のアナログ中継局の一部が使用していた[3]。

## 放送エリア
- 足柄上郡開成町の全域と小田原市･南足柄市･足柄上郡中井町･足柄上郡大井町及び足柄上郡松田町の各一部地域。

## 置局住所
- 小田原市曽我谷津